# Аминовичи
Ами́новичи (бел. Амінавічы) — деревня в составе Гродзянского сельсовета Осиповичского района Могилёвской области Беларуси.

## Географическое положение
Расположена в 38 км на север от Осиповичей и в 3 км от ж/д станции Уборок, в 171 км от Могилёва, около автодороги Лапичи — Гродзянка.
Планировка деревни — Т-образная, центр находится на перекрёстке дорог. Обе стороны деревенской дороги застроены деревянными домами.

## История
Впервые упоминается в 1614 году как частная собственность в составе имения Житин Минского повета Минского воеводства Великого княжества Литовского. В 1827 году находились в Игуменском уезде Минской губернии. По переписи 1897 года упоминается в Погорельской волости с 39 дворами, 226 жителями и хлебозапасным магазином, также в переписи упомянут одноимённый близрасположенный застенок с 11 дворами, 87 жителями. В 1907 году в самой деревне насчитывалось 48 дворов и 337 жителей, а в застенке — 101 житель и 12 дворов. В 1917 году в составе деревни упоминаются уже 88 дворов с 501 жителем, в составе застенка же — 51 житель и 9 дворов. С февраля по ноябрь 1918 года деревня была оккупирована германскими войсками, с августа 1919 по июль 1920 года — польскими. В 1931 году здесь был создан колхоз «Коммунар».
Во время Великой Отечественной войны деревня была оккупирована немецко-фашистскими войсками с конца июня 1941 года по 30 июня 1944 года; во время оккупации 9 жителей было убито, 12 домов сожжены; на фронте погибли 10 жителей. Во время войны действовала подпольная антифашистская группа.
В 1981 году на западной окраине деревни поставлен памятник уроженцу, генерал-майору Королёву Н. Ф..

## Население
- 1897 год — 226 человек, 39 дворов
- 1907 год — 337 человек, 48 дворов
- 1917 год — 501 человек, 88 дворов
- 1959 год — 201 человек
- 1970 год — 21 человек
- 1986 год — 149 человек, 64 хозяйства
- 2002 год — 77 человек, 39 хозяйств
- 2007 год — 56 человек, 28 хозяйств

## Достопримечательность
- Памятник генерал-майору Королёву Н. Ф.

## Известные лица
- Королёв, Николай Филиппович — советский военный и партийный деятель, генерал-майор (1943), Герой Советского Союза (1970).

## Комментарии
1. ↑  Название и ударение даны по: Назвы населеных пунктаў Рэспублікі Беларусь: Магілёўская вобласць: нарматыўны даведнік / І. А. Гапоненка і інш.; пад рэд. В. П. Лемцюговай. — Минск: Тэхналогія, 2007. — С. 60. — 406 с. — ISBN 978-985-458-159-0..